# Округ Кицинген
Округ Кицинген је округ на северозападу немачке државе Баварска. Припада регији Доња Франконија. Територија округа је позната по виноградарству. Кроз њу протиче река Мајна. 
Површина округа је 684,15 км². Крајем 2008. имао је 88.976 становника. Има 31 насеље, а седиште управе је у месту Кицинген. 